# Akteneinsicht (Deutschland)
Das Recht auf Akteneinsicht ist ein individuelles Verfahrensrecht und umfasst in Deutschland die Einsicht in Akten, welche die für ein Verfahren und dessen Ergebnis maßgeblichen Sachverhalte und behördlichen oder gerichtlichen Erwägungen dokumentieren.

## Abgrenzung
Die Akteneinsicht ist zu unterscheiden von der öffentlichen Auslegung von Planunterlagen, die der formellen Bürgerbeteiligung bei raumbedeutsamen Vorhaben dient. Sie ermöglicht es jedermann, Einwendungen gegen das geplante Vorhaben vorzubringen.
Die Informationsfreiheitsgesetze des Bundes und der Länder enthalten ein Jedermannsrecht auf Einsicht in behördliche Akten. Sie gehen damit über das verfahrensrechtliche Akteneinsichtsrecht der Beteiligten gem. § 29, § 13 VwVfG hinaus.
Den Abgeordneten des Deutschen Bundestages steht ein allgemeines Frage- und Informationsrecht gegenüber der Bundesregierung zu, das nach der Rechtsprechung des Bundesverfassungsgerichts aus Art. 38 Abs. 1 Satz 2 und Art. 20 Abs. 2 Satz 2 GG folgt. Es dient als Instrument der parlamentarischen Kontrolle dazu, „dem einzelnen Abgeordneten die für seine Tätigkeit nötigen Informationen auf rasche und zuverlässige Weise zu beschaffen“. Die verfahrensrechtliche Ausgestaltung der parlamentarischen Fragerechte ist in den §§ 100 ff. der Geschäftsordnung des Deutschen Bundestages (GOBT) geregelt (Große und kleine Anfragen, Einzelfragen und Fragestunde, Befragung der Bundesregierung).
Akteneinsichtsrechte von Abgeordneten der Landesparlamente und der Gemeinderäte sind in den Landesverfassungen bzw. Gemeindeordnungen geregelt.
Besondere Auskunfts- und Einsichtsrechte bestehen nach dem Stasi-Unterlagen-Gesetz (StUG) für Betroffene, Dritte, Mitarbeiter und Begünstigte des Staatssicherheitsdienstes der ehemaligen DDR (§ 1 Abs. 1 Nr. 1 und 2, §§ 12 ff. StUG).

## Rechtsgrundlagen
Das Recht auf ein faires Verfahren gem. Art. 6 EMRK gewährleistet jedem einzelnen die Möglichkeit, seinen Prozessstandpunkt effektiv zu vertreten. Davon umfasst sind neben dem Grundsatz der Waffengleichheit, dem Anspruch auf rechtliches Gehör und dem Recht auf Begründung von Entscheidungen auch das Recht auf Akteneinsicht.
Das Recht auf Akteneinsicht kann sich einfachgesetzlich beispielsweise ergeben:
- für den Verteidiger des Beschuldigten aus § 147 Abs. 1 Strafprozessordnung (StPO)
- für den Beschuldigten selbst aus § 147 Abs. 4 Strafprozessordnung (StPO)
- für Privatkläger aus § 385, für Nebenkläger aus § 397 und für den Verletzten aus § 406e StPO
- für Strafgefangene aus § 185 StVollzG
- für Betroffene aus § 49 Gesetz über Ordnungswidrigkeiten
- für Beteiligte eines Verwaltungsverfahrens bei Bundesbehörden aus § 29 VwVfG bzw. § 8 EGovG bei elektronischer Aktenführung
- für Beteiligte eines Verwaltungsverfahrens bei Landesbehörden aus dem Verwaltungsverfahrensrecht des jeweiligen Landes (z. B. § 29 LVwVfG Landesverwaltungsverfahrensgesetz Baden-Württemberg oder Sächsisches Verwaltungsverfahrensgesetz), das meist – aufgrund Koordinierung – mit dem Verwaltungsverfahrensgesetz des Bundes wortgleich ist.
- für Beteiligte eines Verwaltungsprozesses aus § 100 VwGO
- für Beteiligte im Sozialverwaltungsverfahren nach § 25 SGB X
- für Beteiligte eines Sozialgerichtsprozesses aus § 120 SGG
- für die Parteien eines Zivilprozesses aus § 299 Abs. 1 ZPO, für am Verfahren nicht beteiligte Dritte aus § 299 Abs. 2 ZPO
- für Beteiligte und Nichtbeteiligte in Verfahren in Familiensachen sowie in den Angelegenheiten der freiwilligen Gerichtsbarkeit aus § 13 FamFG

## Umfang des Einsichtsrechts
Das Recht auf Akteneinsicht umfasst nach gängiger Rechtsauffassung in der Regel auch das Anfertigen von Abschriften durch technische Hilfsmittel, in der Praxis also häufig durch Abfotografieren. Hierzu gibt es u. a. ein Urteil des OLG Schleswig (Beschluss vom 30. Oktober 2009, OLG Schleswig, Az.: 12 Va 6/08) betreffend der Verwendung einer digitalen Fotokamera bei der Einsichtnahme in Grundbuchakten. Das Gericht führte dazu aus: „Der Antragsteller hat grundsätzlich gemäß § 12 Abs. 1 GBO einen Anspruch darauf, sich [...] selbst Abschriften – auch durch Einsatz einer digitalen Fotokamera – zu fertigen.“
Bereits 1989 hatte der BGH ausgeführt, dass ein Einsichtsberechtigter sich nicht auf handschriftliche Notizen beschränken muss. Das Gericht führte dazu aus: „Auch umfaßt das Recht auf  Einsicht das selbstverständliche Recht, diese Einsicht durch selbstgefertigte Abschriften zu dokumentieren. Dabei kann der Einsichtnehmende nicht auf handschriftliche Notizen verwiesen werden.“
Herangezogen wird analog auch ein Urteil des Landgerichts Potsdam vom 17. August 2011 (Az. 4 S 31/11), in dem einem Mieter das Fotografieren von Belegen einer Betriebskostenabrechnung mit einer eigenen Kamera gestattet wurde.
Im Sozialgesetzbuch, Zehntes Buch (SGB X), heißt es unter § 25, Absatz 5 zur Akteneinsicht durch Beteiligte: „Soweit die Akteneinsicht zu gestatten ist, können die Beteiligten Auszüge oder Abschriften selbst fertigen oder sich Ablichtungen durch die Behörde erteilen lassen.“
Beteiligte, also zur Akteneinsicht Berechtigte bzw. deren Bevollmächtigte, sind im Verwaltungsverfahren unmittelbar Betroffene (Antragsteller und [potenzielle] Antragsgegner) sowie weitere Personen (natürliche und juristische), die durch Hinzuziehung nach VwVfG § 1 Abs. 1, Pkt. 4 auf behördliche Veranlassung hin (Verwaltungsakt) in den Kreis der Verfahrensbeteiligten eintreten. Einschlägige Bestimmungen hierzu finden sich nach den deutschen bundesrechtlichen Bestimmungen beispielsweise im § 13 VwVfG und § 12 SGB X. Auf Grundlage spezieller Gesetze, wie dem UIG, VIG und IFG bzw. nach entsprechenden landesrechtlichen Vorschriften können Akteneinsichtnahmen durch jede Person beantragt werden, sofern ein einschlägiger Sachgrund vorliegt bzw. ein Informationsinteresse erkennbar ist.

## Akteneinsicht in Gerichtsverfahren

### Straf- und Ordnungswidrigkeiten-Verfahren
Der Kreis derjenigen, die ein Recht auf Akteneinsicht im Strafverfahren haben, ist begrenzt. Das Akteneinsichtsrecht kann nach § 147 Abs. 1 StPO vom Verteidiger oder nach § 147 Abs. 4 Satz 1 StPO vom Beschuldigten bzw. nach § 49 Abs. 1 OWiG vom Betroffenen auf Antrag wahrgenommen werden. In welcher Form die Einsicht in elektronische Akten und Akten, die in Papierform geführt werden, zu gewähren ist, regelt § 32f StPO. Entscheidungen über die Form der Gewährung von Akteneinsicht sind nicht anfechtbar.
Im Verkehrsstrafrecht und im Ordnungswidrigkeitenrecht ist es seit langem umstritten, wie weit das (Akten-)Einsichtsrecht reicht. In jüngerer Zeit sprechen Gerichte den Beschuldigten bzw. Betroffenen vielfach das Recht zu, auch die Messunterlagen (z. B. auch die technischen Anweisungen der Hersteller) einsehen zu dürfen. Teilweise haben einzelne Bundesländer dies auch in die (internen) Anweisungen für die Durchführung der Geschwindigkeits- und Abstandsmessungen aufgenommen.

#### Akteneinsicht des Verletzten und seines Anwalts
Das Recht ist in § 406e StPO geregelt.
Das Akteneinsichtsrecht war dem Anwalt des durch die Straftat Verletzten bereits durch das Opferschutzgesetz vom 18. Oktober 1986 gewährt worden einschließlich der Möglichkeit, die Entscheidung der Staatsanwaltschaft in Versagungsfällen gerichtlich anzufechten.

#### Akteneinsicht des Verteidigers
Der Verteidiger ist gem. § 147 Abs. 1 StPO befugt, die Akten, die dem Gericht vorliegen oder diesem im Falle der Erhebung der Anklage vorzulegen wären, einzusehen sowie amtlich verwahrte Beweisstücke zu besichtigen. Das gilt jedenfalls nach Abschluss der Ermittlungen gem. § 169a StPO (§ 147 Abs. 2 StPO). Zu einem früheren Zeitpunkt kann die Staatsanwaltschaft die Einsicht versagen, soweit dies den Untersuchungszweck gefährden kann. Die Einsicht in Protokolle über die Vernehmung des Beschuldigten und über richterlichen Untersuchungshandlungen, bei denen dem Verteidiger die Anwesenheit gestattet worden ist oder hätte gestattet werden müssen (§ 168c StPO), sowie in die Gutachten von Sachverständigen darf jedoch in keiner Lage des Verfahrens versagt werden (§ 147 Abs. 3 StPO). Versagt die Staatsanwaltschaft die Akteneinsicht dennoch oder befindet sich der Beschuldigte nicht auf freiem Fuß, so kann der Verteidiger seit dem Strafverfahrensänderungsgesetz vom 2. August 2000 gerichtliche Entscheidung beantragen (§ 147 Abs. 5 StPO). Strittig ist das Akteneinsichtsrecht des Verteidigers nach Einstellung des Verfahrens.
Verteidiger im Sinne des § 147 StPO sind der Wahlverteidiger (§ 138 StPO) und der Pflichtverteidiger (§ 141 StPO). Verteidiger sind aber auch der Rechtsreferendar, dem die Verteidigung von dem gewählten Verteidiger gem. § 139 StPO übertragen wurde, sowie die nach § 138 Abs. 2 StPO als Verteidiger zugelassenen Personen, unabhängig davon, ob ein Fall notwendiger Verteidigung vorliegt. Das Einsichtsrecht besteht nicht erst, wenn der Beschuldigte einen Verteidiger gewählt und mit der Verteidigung beauftragt hat, sondern auch schon während des sog. Anbahnungsverhältnisses, d. h. während der Rechtsanwalt prüft, ob er das Mandat überhaupt annehmen will.

#### Akteneinsicht des Beschuldigten
Aus dem expliziten Anspruch des Verteidigers auf Akteneinsicht gem. § 147 StPO wurde auf ein implizites Verbot der Akteneinsicht durch den unverteidigten Beschuldigten geschlossen. Begründung dafür war, dass nur ein Organ der Rechtspflege wie der Verteidiger sicherstellen könne, dass die Akte unbeschädigt blieb. Außerdem könne vom Verteidiger erwartet werden, dass er sein Wissen nicht im vollen Umfang an den Beschuldigten weitergebe. Nach der Inquisitionsmaxime sei das Ermittlungsverfahren originär eine staatliche Aufgabe, der Beschuldigte sei bereits durch die Institution der Staatsanwaltschaft als objektive Behörde während des Ermittlungsverfahren geschützt, die auch die zur Entlastung dienenden Umstände zu ermitteln habe (§ 160 Abs. 2 StPO). Er erfahre in der Hauptverhandlung zumindest mündlich alle entscheidungserheblichen Tatsachen und habe dort die Möglichkeit, darauf zu reagieren und sich zu verteidigen.
Somit waren Beschuldigte zur Beauftragung eines Rechtsanwalts gezwungen, um von dem Akteninhalt Kenntnis zu erlangen. Denn oftmals ermöglicht erst die Einsicht in die Ermittlungsakte, zum Tatvorwurf präzise zu antworten und entsprechende Anträge zu stellen.
Am 18. März 1997 entschied der Europäische Gerichtshof für Menschenrechte (EGMR) im Fall Foucher gegen Frankreich, das Akteneinsichtsrecht des sich selbst verteidigenden Beschuldigten gehöre zur Gewährleistung eines fairen Verfahrens gemäß Art. 6 Abs. 1 und 6 EMRK. Dennoch verweigerten deutsche Gerichte weiterhin den Angeklagten die Akteneinsicht. So entschied das Landgericht Mainz im Jahr 1998, obwohl ihm die Entscheidung des EGMR bekannt war, dass mangels gesetzlicher Grundlage dem unverteidigten Angeklagten keine Akteneinsicht zusteht.
Daraufhin wurde mit dem Gesetz zur Änderung und Ergänzung des Strafverfahrensrechts vom 2. August 2000 in § 147 StPO ein neuer Abs. 7 angefügt. Danach konnten dem Beschuldigten, der keinen Verteidiger hat, Auskünfte und Abschriften aus den Akten erteilt werden, soweit nicht der Untersuchungszweck gefährdet werden könnte und nicht überwiegende schutzwürdige Interessen Dritter entgegenstehen. Der neue Absatz enthielt jedoch keinen Anspruch auf Akteneinsicht, sondern erlaubte es lediglich der Staatsanwaltschaft, dem Beschuldigten nach ihrem freien Ermessen Auskünfte und Abschriften aus den Akten zu überlassen und das auch nur dann, wenn keine entgegenstehenden Interessen betroffen waren.
Der EGMR betonte in seiner Entscheidung vom 13. März 2003 im Fall Abdullah Öcalan gegen die Türkei nochmals, dass das Recht auf Akteneinsicht im Allgemeinen nicht auf Verteidiger beschränkt werden darf. Zumindest jedem Angeklagten müssen die Akten spätestens vor der Hauptverhandlung zugänglich sein. Nach der neueren Rechtsprechung des Bundesverfassungsgerichts ist die Rechtsprechung des EGMR auch bei der Anwendung und Auslegung des deutschen Rechtes zu berücksichtigen.
Mit dem Gesetz zur Änderung des Untersuchungshaftrechts vom 29. Juli 2009 wurde die inzwischen gegen Deutschland ergangene Rechtsprechung des EGMR umgesetzt. Der Gerichtshof hatte in den zitierten Entscheidungen einen Verstoß gegen Art. 5 Abs. 2 EMRK darin gesehen, dass inhaftierten Beschuldigten keine hinreichende Akteneinsicht gewährt worden war. Der inhaftierte Beschuldigte erhielt in einer Neufassung des § 147 StPO zumindest einen Anspruch darauf, dass ihm selbst (§ 147 Abs. 7 n.F.) bzw. seinem Verteidiger (§ 147 Abs. 2 Satz 2 n.F.) diejenigen Informationen zugänglich gemacht werden, die für die Beurteilung der Rechtmäßigkeit der Freiheitsentziehung wesentlich sind. Außerdem erhielt der Beschuldigte, der keinen Verteidiger hat, einen Anspruch auf Überlassung von Auskünften und Abschriften aus den Akten auf seinen Antrag hin, wenn er sich ansonsten nicht angemessen verteidigen könnte, allerdings nur – wie bisher – soweit dadurch der Untersuchungszweck nicht gefährdet werden kann bzw. überwiegende schutzwürdige Interessen Dritter nicht entgegenstehen. Ein generelles Akteneinsichtsrecht des Beschuldigten selbst sei in Anbetracht der Missbrauchsmöglichkeiten dagegen nach wie vor abzulehnen. In schwierigen Fällen werde ein Pflichtverteidiger nach § 140 Abs. 2 StPO bestellt, der Akteneinsicht nehmen könne.
Mit dem Gesetz zur Einführung der elektronischen Akte in der Justiz und zur weiteren Förderung des elektronischen Rechtsverkehrs vom 5. Juli 2017 wurde die Beschränkung auf das „zu einer angemessenen Verteidigung erforderlich[e]“ fallengelassen, § 147 Abs. 7 aufgehoben und Absatz 4 neu gefasst sowie durch Verweis auf Abs. 1 bis 3 eine grundsätzliche Gleichstellung mit den Verteidigerrechten eingeführt. Die frühere Beschränkung auf „Auskünfte und Abschriften aus den Akten“ beruhte auf einer vom Beschuldigten potentiell ausgehenden Manipulationsgefahr in Bezug auf die Originalakte und auf den mit einer etwaigen Verpflichtung zur Anfertigung von Duplikaten der Ermittlungsakten verbundenen nicht unerheblichen Aufwand für Staatsanwaltschaften und Gerichte. Da die elektronische Aktenführung das Bereitstellen einer Leseversion oder -kopie ohne Manipulationsgefahr ermöglicht und deren Erstellung zudem mit einem verhältnismäßig geringeren Aufwand verbunden ist, erschienen dem Gesetzgeber diese Beschränkungen des Akteneinsichtsrechts nicht mehr gerechtfertigt. Die Beurteilung der Erforderlichkeit für eine angemessene Verteidigung soll nunmehr allein derjenigen Person obliegen, die sich verteidigt.
Gem. § 147 Abs. 4 Satz 1 StPO besteht jedoch weiterhin die Einschränkung, dass dem unverteidigten Beschuldigten, im Gegensatz zu einem Verteidiger, die Einsicht mit der Begründung verweigert werden darf, dies könne den Untersuchungszweck in einem anderen Strafverfahren gefährden oder Interessen Dritter stünden entgegen. Soweit die Akten in Papierform geführt werden, können dem Beschuldigten nach Ermessen der Staatsanwaltschaft zur Wahrung der Aktenintegrität anstelle der Gewährung von Einsicht in die Akten auch Abschriften aus den Akten erteilt werden. Hinsichtlich des Umfangs der erteilten Abschriften darf der Beschuldigte aber nicht schlechtergestellt werden als wenn er die Akte selbst einsieht. Die Abschriften müssen daher den gesamten vom Beschuldigten einzusehenden Umfang der Akte umfassen.

#### Akteneinsicht für verfahrensübergreifende Zwecke
Das Achte Buch der StPO (§§ 474 StPO ff.) wurde mit dem Strafverfahrensänderungsgesetz 1999 auch um die Abschnitte Erteilung von Auskünften und Akteneinsicht, sonstige Verwendung von Informationen für verfahrensübergreifende Zwecke, Dateiregelungen sowie länderübergreifendes staatsanwaltliches Verfahrensregister erweitert. Geregelt wurde die Verwendung personenbezogener Informationen, die in einem Strafverfahren erhoben worden waren sowie die Verarbeitung personenbezogener Daten in Dateien und ihre Nutzung wie die Erteilung von Aktenauskünften und Akteneinsicht für Gerichte, Staatsanwaltschaften, Behörden, Privatpersonen und die Übermittlung von Erkenntnissen für wissenschaftliche Zwecke (§§ 474–480 StPO), die Voraussetzungen, unter denen Polizeibehörden personenbezogene Informationen, die zunächst allein für Zwecke der Strafverfolgung erhoben worden sind, auch für präventivpolizeiliche Zwecke verwenden dürfen (§§ 481, 482 StPO), unter welchen Voraussetzungen und in welchen Grenzen personenbezogene Daten, die in einem Strafverfahren erhoben worden sind, in Dateien verarbeitet und wie sie verwendet werden dürfen (§§ 483–491 StPO) sowie der Auskunftsanspruch desjenigen, dessen Daten in einer Datei gespeichert sind (§ 492 StPO).
Die Regelungen dienten der Umsetzung des Volkszählungsurteils des Bundesverfassungsgerichts und schufen die erforderliche gesetzliche Grundlage zur Gewährleistung des Rechts auf informationelle Selbstbestimmung. Die entsprechenden Bestimmungen waren bis dahin nur in den Richtlinien für das Strafverfahren und das Bußgeldverfahren (RiStBV) geregelt.
Nach § 491,§ 495 StPO kann der Betroffene in entsprechender Anwendung des Bundesdatenschutzgesetzes Auskunft über die ihn betreffenden Daten verlangen (§ 57 BDSG 2018).

#### Strafvollzugsbereich
Das Akteneinsichtsrecht des Gefangenen regelt sich speziell nach § 185 des Strafvollzugsgesetzes (StrVollzG) in Verbindung mit § 19 des Bundesdatenschutzgesetzes (BDSG). Insbesondere ist dabei der Vorbehalt des § 19 Abs. 4 BDSG zu beachten. Das Einsichtsrecht besteht dem Grunde nach an allen Akten und Aktenbestandteilen sowohl der Verwaltungsunterlagen als auch im gerichtlichen Verfahren, soweit diese objektivierbare Daten oder Befunde enthalten. Grundsätzlich ist dem Akteneinsichtsrecht ein Auskunftsrecht vorgeschaltet. Dieses Recht korrespondiert nach der Rechtsprechung auch mit der Pflicht, im Regelfall zunächst die Auskunft zu verlangen, bevor das Akteneinsichtsrecht geltend gemacht werden kann. Zudem besteht im Regelfall nur ein Anspruch zur Auskunft oder Akteneinsicht in Bezug auf zuvor genau bezeichnete Einzelbestandteile der Akten. Das eventuell daneben bestehende eigenständige Akteneinsichtsrecht des Verteidigers reicht im Regelfall nicht weiter als das Recht des Gefangenen selbst.

#### Verweigerung
Bei einem gerichtlichen Strafverfahren kann eine verweigerte Akteneinsicht ein Revisionsgrund nach § 338 StPO Nr. 8 sein. Aber nur unter den Bedingungen, dass in der gerichtlichen Hauptverhandlung dieses Strafprozesses 1. ein Antrag auf Unterbrechung oder Aussetzung gestellt wurde und 2. dieser Antrag durch einen Beschluss abgelehnt wurde.

### Verwaltungs- und Finanzgerichtsprozesse
In diesen Verfahren können die Beteiligten die Gerichtsakten und die dem Gericht vorgelegten Behördenakten gem. § 100 VwGO, § 78 FGO einsehen. Das Gericht kann diese Akten auch an einen anderen Ort versenden oder sie einem beteiligten Rechtsanwalt aushändigen.
Das Akteneinsichtsrecht verwirklicht den verfassungsrechtlichen Anspruch auf Rechtsschutz gegenüber der öffentlichen Gewalt aus Art. 19 Abs. 4 GG. Zu seiner Durchsetzbarkeit im gerichtlichen Verfahren ist ein Rückgriff auf den materiellrechtlichen Auskunftsanspruch, den das Recht auf informationelle Selbstbestimmung gewährt, nicht erforderlich.
Die Abgabenordnung enthält dagegen keine Regelung, nach der ein Anspruch auf Akteneinsicht besteht. Der Bundesfinanzhof und die Finanzverwaltung gehen aber davon aus, dass dem während eines Verwaltungsverfahrens um Akteneinsicht nachsuchenden Steuerpflichtigen oder seinem Vertreter ein Anspruch auf eine pflichtgemäße Ermessensentscheidung der Behörde zusteht.

### Sozialverwaltungs- und -gerichtsverfahren

#### Sozialverwaltungsverfahren
Rechtsgrundlage ist § 25 SGB X. Beteiligter ist in jedem Fall der Antragsteller. Als Besonderheit gilt § 25 Abs. 2 SGB X, wonach medizinische Diagnosen durch einen Arzt oder Fachkundigen vermittelt werden sollen. Hier geht es aber nur um das Wie, der Umfang wird nicht eingeschränkt (Abs. 1 Satz 3). Im Sozialrecht kann die Akteneinsicht nach § 25 Abs. 4 SGB X auch bei einer anderen Behörde, z. B. Übersendung an die Gemeindeverwaltung in ländlichen Regionen, vorgenommen werden. Ferner ist explizit in Abs. 5 vermerkt, dass die Beteiligten sich Abschriften (Fotokopien) erteilen lassen können. Manche Behörden missdeuten dies als eine Kann-Vorschrift, jedoch liegt das Kann-Ermessen auf Seite des Beteiligten, nicht der Behörde (Abs. 5 Satz 1). Diese kann lediglich Ersatz für Aufwendungen verlangen (Abs. 5 Satz 2), der bis zu 0,50 € pro Seite betragen kann. Zuweilen wird die Akteneinsicht dennoch verweigert. Dies geschieht im Besonderen bei einschlägigen Sozialbehörden wie die Bundesagentur für Arbeit, die Sozialhilfeträger, die ARGEn und vergleichbare Ämter, was gerichtlich durchgesetzt werden kann.

#### Sozialgerichtsverfahren
In Sozialgerichtsprozessen ist die Akteneinsicht beim Gericht, die Übersendung an andere Behörden und die Übersendung an Rechtsanwälte üblich. Eine Verweigerung von Akteneinsicht durch ein Sozialgericht ist bisher nicht bekannt. Somit kann bei Verweigerung der Akteneinsicht durch eine Sozialbehörde (siehe Sozialverwaltungsverfahren) Antrag auf einstweilige Anordnung beim Sozialgericht gestellt werden. Wird die Akte in einem Verfahren um einstweiligen Rechtsschutz an das Gericht übersandt, kann Akteneinsicht direkt über das Gericht gewährt werden. Verweigert die Behörde auch die Übersendung der Akte an das Gericht, muss auf der Einstweiligen Anordnung bestanden werden. Die Einstweilige Anordnung kann dann zugestellt werden. Bei weiterer Zuwiderhandlung kann die Einstweilige Anordnung vom Sozialgericht für vollstreckbar erklärt werden und der Beteiligte kann beim Amtsgericht, notfalls unter Gewährung von Prozesskostenhilfe, Vollstreckungsmaßnahmen beantragen, indem der Gerichtsvollzieher bei der Behörde die Akte sucht. Scheitert auch dies, so ist als weiterer Schritt Zwangshaft gegen den Geschäftsführer oder Behördenleiter beantragbar und vollstreckbar.

### Zivil- und Arbeitsgerichtsprozess
Die Parteien in einem solchen Prozess sind berechtigt, die Prozessakten einzusehen und sich Abschriften oder Kopien machen zu lassen (§ 299 Abs. 1 ZPO).
Dritten Personen kann der Vorstand des Gerichts ohne Einwilligung der Parteien die Einsicht der Akten nur gestatten, wenn ein rechtliches Interesse glaubhaft gemacht wird (§ 299 Abs. 2 ZPO). Ein rechtliches Interesse setzt voraus, dass dem Dritten zustehende Rechte durch den Akteninhalt berührt werden. Dazu gehören auch rechtlich begründete wirtschaftliche Interessen.
Nicht beteiligten Dritten kann das Gericht anonymisierte Abschriften von Urteilen auch ohne rechtliches Interesse nach § 299 Abs. 2 ZPO zusenden.

### Freiwillige Gerichtsbarkeit
Die Verfahrensbeteiligten können gem. § 13 FamFG die Akten bei der Geschäftsstelle des Gerichts einsehen. Die Akten können, wenn zum Beispiel einer der Verfahrensbeteiligten in einem anderen Ort wohnt, auf Antrag auch an das Wohnortgericht übersandt werden. Andere Personen, die ein berechtigtes Interesse glaubhaft machen, können auch Akteneinsicht erhalten. Bei umfangreichen Akten kann auch die Aushändigung an einen Rechtsanwalt in Frage kommen.
Für nicht am Verfahren beteiligte Dritte sind strengere Maßstäbe an das Einsichtsinteresse zu stellen. Das gilt vor allem für die Akteneinsicht von nicht am Verfahren beteiligten Behörden in gerichtliche Betreuungsakten. Dritten darf die Einsicht in Akten, die geeignet sind, die Annahme als Kind und ihre Umstände aufzudecken, nicht gewährt werden (§ 13 Abs. 2 Satz 2 FamFG, § 1758 BGB).

## Das Recht auf Einsicht in die Patientenakte
Das Patientenrecht auf Einsicht in die eigenen Krankenunterlagen kann aus verschiedenen Spezialgesetzen folgen, wird sich aber zumeist schon aus dem jeweiligen Behandlungsvertrag ergeben. Seit dem Inkrafttreten des Patientenrechtegesetzes am 26. Februar 2013 ist das Einsichtsrecht in die Patientenakte in § 630g BGB normiert. Gleichzeitig wurde in § 630g Abs. 3 BGB das postmortale Einsichtsrecht der Erben und nächsten Angehörigen in die Patientenakte geregelt.
Das Einsichtsrecht ergibt sich nunmehr zudem aus dem datenschutzrechtlichen Auskunftsanspruch gemäß Art. 15 DSGVO. Der Auskunftsanspruch nach Maßgabe der Datenschutz-Grundverordnung ist für den Patienten kostenfrei, sodass aufgrund des Anwendungsvorrang des Unionsrechts auch für die Einsichtnahme auf Grundlage des Behandlungsvertrages – sogar entgegen dem Wortlaut von § 630g Abs. 2 BGB – von dem Patienten keine Kosten erhoben werden dürfen.